# Politique étrangère de la Guinée

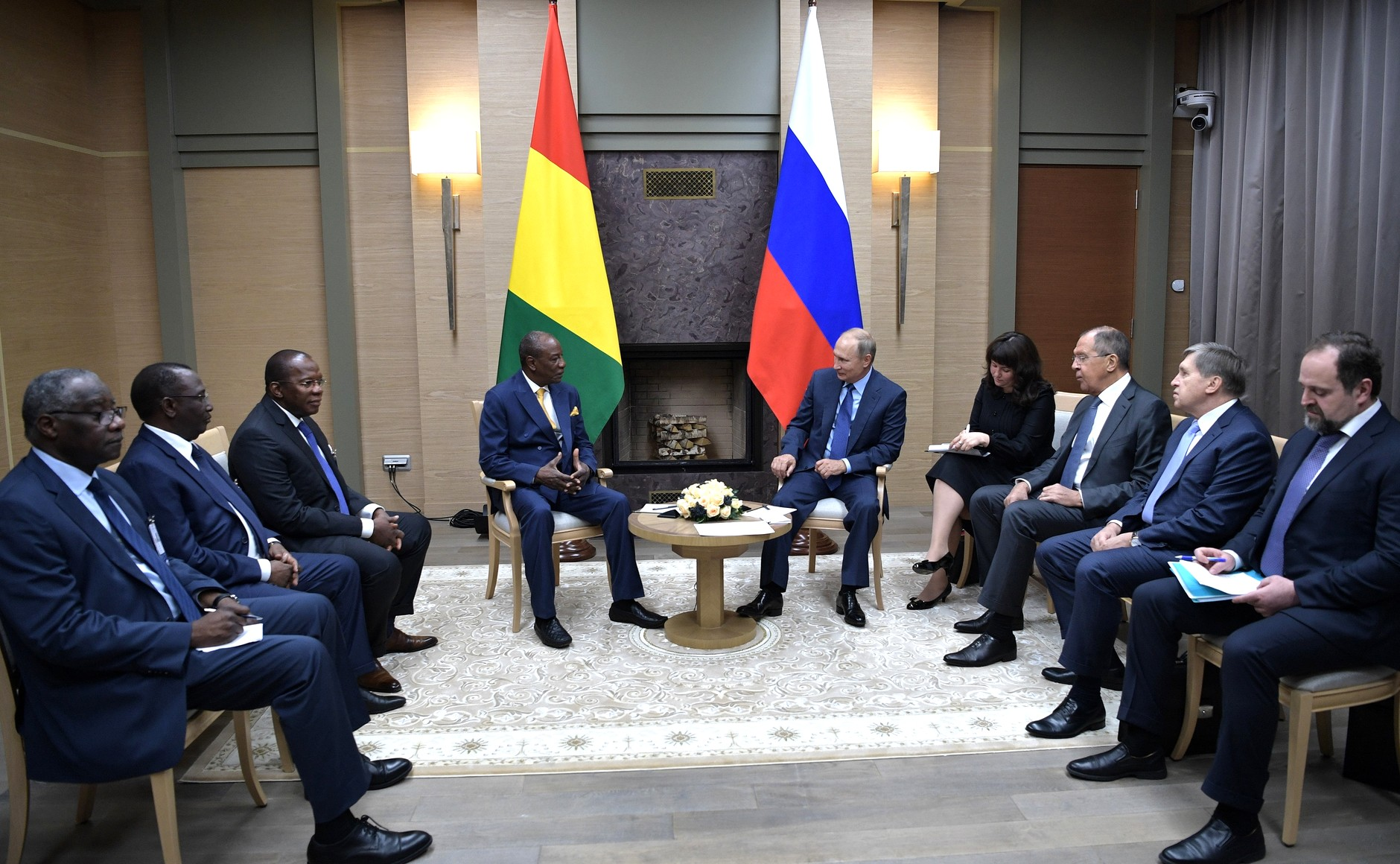
Le président de la Guinée, Alpha Condé avec le président de la Russie, Vladimir Poutine en 2017

Les relations extérieures de la Guinée, y compris celles avec ses voisins ouest-africains, se sont améliorées régulièrement depuis 1985.

## Pays sans relation formelle avec la Guinée
En décembre 2021, la Guinée n'avait aucune relation formelle avec les pays suivants : 
1. Timor oriental
2. Tonga

## Histoire diplomatique
La Guinée a rétabli ses relations avec la France et l'Allemagne de l'Ouest en 1975, et avec la Côte d'Ivoire et le Sénégal voisins en 1978.[réf. nécessaire] Guinée a été active dans les efforts vers l'intégration et la coopération régionales, particulièrement en ce qui concerne l'Organisation de l'unité africaine et la communauté économique des États de l'Afrique de l'Ouest (CEDEAO).[réf. nécessaire]
La Guinée a participé aux efforts diplomatiques et militaires pour résoudre les conflits au Libéria, en Sierra Leone et en Guinée-Bissau, et a fourni des contingents de troupes aux opérations de maintien de la paix dans les trois pays dans le cadre de l'ECOMOG, le Groupe d'observateurs militaires de la CEDEAO.
Dans les années 1990, la Guinée a accueilli près d'un million de réfugiés fuyant les guerres civiles en Sierra Leone et au Libéria. Depuis 2004, la Guinée a maintenu une politique d'admission sans restriction des réfugiés.
La Guinée est également membre de la cour pénale internationale avec un accord bilatéral d'immunité de protection pour l'armée des États-Unis (conformément à l' article 98).

### Rappel d'ambassadeur 2009
Le 5 mai 2009, le président Moussa Dadis Camara, qui a pris le pouvoir lors d'un coup d'État sans effusion de sang qui a suivi le décès du président Lansana Conté le 22 décembre 2008, a annoncé le rappel de 30 ambassadeurs de Guinée dans d'autres pays.  L'ordre a été pris par un décret présidentiel à la télévision d'État et a été la première initiative diplomatique majeure du nouveau chef. 
La décision a affecté les ambassadeurs aux États-Unis, en Corée du Sud, en République populaire de Chine, en France, au Royaume-Uni, en Russie, en Égypte, en Afrique du Sud, en Italie, au Japon, au Brésil, à Cuba, en Suisse, en Serbie, en Malaisie, en Iran, aux Émirats arabes unis, au Sénégal, au Nigeria, en Libye, au Ghana, en Algérie, au Maroc, au Gabon, au Liberia, en Sierra Leone et en Guinée-Bissau, comprenant la quasi-totalité des ambassades étrangères de Guinée,.
Les représentants guinéens auprès de l'Union européenne, des Nations unies et de l'Union africaine ont également été touchés.
Aucune raison n'a été indiquée pour le rappel The Tocqueville Connection déclare: "La plupart des ambassadeurs ont été nommés par l'ancien Premier ministre Lansana Kouyaté, en fonction de février 2007 à mai 2008",  évoquant la possibilité que le rappel soit une tentative de la part de Camara de se distancier de le gouvernement précédent.
Fin mars 2009, l'ambassadeur de Guinée en Serbie a été expulsé pour implication personnelle dans la contrebande de cigarettes (1000 paquets de cigarettes ont été trouvés dans sa BMW) mais a évité l'arrestation en raison de l'immunité diplomatique (bien qu'il ait été déclaré persona non grata).

### Relations bilatérales
| Pays                | Début des relations formelles | Remarques |
| ------------------- | ----------------------------- | --- |
| Arménie             | 1992                          | Les deux pays ont établi des relations diplomatiques en 1992. |
| Azerbaïdjan         | 11 mars 1992                  | - La République de Guinée a été l'un des premiers États à reconnaître l'indépendance de la République d'Azerbaïdjan le 9 janvier 1992. - La République de Guinée a également été le premier État africain à établir des relations diplomatiques avec l'Azerbaïdjan, créant des relations diplomatiques bilatérales le 11 mars 1992. |
| Canada              | Mars 1962                     | - Le Canada est accrédité auprès de la Guinée par son ambassade à Dakar, au Sénégal. - La Guinée a une ambassade à Ottawa. |
| Chine               | 14 octobre 1959               | Voir les relations Chine-Guinée. La République populaire de Chine et la République de Guinée ont établi des relations diplomatiques le 14 octobre 1959. |
| France              | 1958                          | - La France dispose d'une ambassade à Conakry. - La Guinée a une ambassade à Paris. |
| Guyana              | 8 juin 1970                   | Les deux pays ont établi des relations diplomatiques le 8 juin 1970. |
| Indonésie           |                               | - Le Indonesie est accrédité auprès de la Guinée par son ambassade à Dakar, au Sénégal - La Guinée est accrédité auprès de la Indonesie par son ambassade à Kuala Lumpur, au Malaisie |
| Israël              | 2016                          | Voir les relations entre la Guinée et Israël Les relations diplomatiques entre la Guinée et Israël ont été interrompues en 1967. Ils ont repris en juin 2016. |
| Mexique             | 25 janvier 1962               | - La Guinée est accréditée au Mexique par son ambassade à La Havane, Cuba. - Le Mexique est accrédité auprès de la Guinée par son ambassade à Abuja, au Nigéria. |
| République de Corée | 28 août 2006                  | Les relations diplomatiques entre la République de Corée et la Guinée ont été établies le 28 août 2006. Le nombre de Sud-Coréens vivant en Guinée en 2011 était de 70. |
| Spain               |                               | Voir les relations entre la Guinée et l'Espagne |
| Turquie             | 1960                          | - La Guinée dispose d'une ambassade à Ankara. - La Turquie dispose d'une ambassade à Conakry. - Le volume des échanges entre les deux pays était de 136,7 millions USD en 2019. - Il y a des vols directs d' Istanbul à Conakry depuis le 30 janvier 2017. |
| États-Unis          |                               | Voir les relations Guinée - États-Unis La Guinée est devenue la première colonie française africaine à obtenir son indépendance, le 2 octobre 1958, au prix de l'arrêt immédiat de toute assistance française. Après une suspension temporaire en raison de troubles politiques dans tout le pays au début de 2007, le programme du Corps de la paix en Guinée a repris ses opérations à la fin du mois de juillet. Avant la suspension, le Peace Corps comptait plus de 100 volontaires dans tout le pays, et le programme augmente progressivement ses effectifs à nouveau. Les volontaires travaillent dans quatre domaines de projet: l'enseignement secondaire, l' environnement / l'agroforesterie, la santé publique et la prévention du VIH / sida et le développement des petites entreprises. La Guinée a également mis en place un solide programme de Crisis Corps ces dernières années. - La Guinée a une ambassade à Washington, DC. - Les États-Unis disposent d'une ambassade à Conakry. |